# フレディ・マーキュリー追悼コンサート
フレディ・マーキュリー追悼コンサート（フレディ・マーキュリーついとうコンサート、Freddie Mercury Tribute Concert）は、1992年4月20日、イギリス、ロンドンのウェンブリー・スタジアムで、クイーンのボーカリストであるフレディ・マーキュリーの追悼のために行われた大規模なコンサート。

## 概要
フレディ・マーキュリーの死因がエイズによるニューモシスチス肺炎（カリニ肺炎から改められた病名）であることから、残されたクイーンのメンバー3人（ブライアン・メイ、ロジャー・テイラー、ジョン・ディーコン）が中心となり、エイズ撲滅のためのチャリティー・コンサートとして行われた。会場はクイーンのMagic Tourでも使用され、1985年のライヴ・エイドでもクイーンが伝説的なパフォーマンスを行ったウェンブリー・スタジアムとなった。
収容人数は72000人と大規模だったが、チケットは発売開始から2時間で完売したという。
チャリティーの意識は徹頭徹尾貫かれており、マスコミやフォトグラファーなどの関係者であってもチケットを購入し、その上でパスが発行されていた。コンサード・グッズなどの商品の収益もチャリティーに回された。最終的な数字は現在も継続中なのではっきりしないが、各アーティストが後にCDなどでリリースした収益なども含めると50億円以上が集まったとされ、マーキュリー・フェニックス・トラストのフレディ・マーキュリー基金に寄付された。
このコンサートの模様は、世界各国で中継された。日本ではWOWOWで後日録画が放送され、その後オフィシャルビデオとLD（2枚組）として発売された。NHK-FM放送でも、1992年8月1日に4時間にわたって特番が放送された（渋谷陽一が解説を務め、当日のコンサートの様子だけでなく、代表曲を交えて、クイーンの歴史も紹介されている）。後にDVDがリリースされたものの、DVDの方に収められていたのは抜粋されたものになっている。

## 出演者と曲目（出演順）
（メンバーが流動的なバンドがあるので出演当時のメンバーも併せて表記）

### ライブ
- メタリカ
メンバー：ジェイムズ・ヘットフィールド（ギター、ボーカル）、ラーズ・ウルリッヒ（ドラムス）、カーク・ハメット（ギター）、ジェイソン・ニューステッド（ベース）
  1. Enter Sandman
  2. Sad But True
  3. Nothing Else Matters
- エクストリーム
メンバー：ゲイリー・シェローン（ボーカル）、ヌーノ・ベッテンコート（ギター）、パット・パジャー（ベース）、ポール・ギアリー（ドラムス）
  1. クイーン・メドレー
    1. ムスターファ
    2. ボヘミアン・ラプソディ
    3. 炎のロックンロール
    4. ブレイク・フリー (自由への旅立ち)
    5. ファット・ボトムド・ガールズ
    6. バイシクル・レース
    7. 地獄へ道づれ
    8. ウィ・ウィル・ロック・ユー
    9. ストーン・コールド・クレイジー
    10. RADIO GA GA
    11. ボヘミアン・ラプソディ

  2. ラヴ・オブ・マイ・ライフ
  3. More Than Words
- デフ・レパード
メンバー：ジョー・エリオット（ボーカル）、フィル・コリン（ギター）、ヴィヴィアン・キャンベル（ギター）、リック"サヴ"サヴェージ（ベース）、リック・アレン（ドラムス）
新加入のヴィヴィアン・キャンベル（ギター）のお披露目でもあった。
  1. Animal
  2. Let's Get Rocked
  3. ナウ・アイム・ヒア (ブライアン・メイがギターで参加)
- ボブ・ゲルドフ&ヒズ・フレンズ
  1. Too Late God
- スパイナル・タップ
  1. Majesty Of Rock
- U2
サクラメントからの衛星中継（事前収録）で、ビデオ・スクリーンによる出演。
  1. Until The End Of The World
- ガンズ・アンド・ローゼス
メンバー： アクセル・ローズ（ボーカル）、スラッシュ（ギター）、ギルビー・クラーク（ギター）、ダフ・マッケイガン（ベース）、マット・ソーラム（ドラム）、ディジー・リード（キーボード）
  1. Paradise City
  2. Knockin' On Heaven's Door
- Mango Groove
ヨハネスブルグからの中継 South Africa's Aids Benefit Concertより
  1. Special Star
- エリザベス・テイラー
エイズの危険性に対するスピーチ

### ジョイントライブ
以下は、クイーンのメンバー三人+クイーンのライヴでサポート・ミュージシャンとして活躍したスパイク・エドニー等を加えたバック・ミュージシャン+著名なアーティストがする形で行われた。
1. 「タイ・ユア・マザー・ダウン」 Tie Your Mother Down
クイーン+ジョー・エリオット（ヴォーカル）+スラッシュ（ギター）
2. 「アイ・ウォント・イット・オール」 I Want It All
クイーン+ロジャー・ダルトリー（ヴォーカル）+トニー・アイオミ（ギター）
3. 「ラス・パラブラス・デ・アモール (愛の言葉)」 Las Palabras De Amor (The Words Of Love)
クイーン+ズッケロ（ヴォーカル）
4. 「ハマー・トゥ・フォール」 Hammer To Fall
クイーン+ゲイリー・シェローン（ヴォーカル）+トニー・アイオミ（ギター）
5. 「ストーン・コールド・クレイジー」 Stone Cold Crazy
クイーン+ジェイムズ・ヘットフィールド（ヴォーカル）+トニー・アイオミ（ギター）
6. 「イニュエンドウ」 Innuendo
クイーン+ロバート・プラント（ヴォーカル）
DVD未収録。(コンプリート版収録)
7. 「愛という名の欲望」 Crazy Little Thing Called Love
クイーン+ロバート・プラント（ヴォーカル）
8. 「トゥ・マッチ・ラヴ・ウィル・キル・ユー」 Too Much Love Will Kill You
クイーン+スパイク・エドニー
9. 「RADIO GA GA」 Radio Ga Ga
クイーン+ポール・ヤング（ヴォーカル）
10. 「リヴ・フォーエヴァー」 Who Wants To Live Forever
クイーン+シール（ヴォーカル）
11. 「ブレイク・フリー (自由への旅立ち)」 I Want To Break Free
クイーン+リサ・スタンスフィールド（ヴォーカル）
12. 「アンダー・プレッシャー」 Under Pressure
クイーン+アニー・レノックス（ヴォーカル）+デヴィッド・ボウイ（ヴォーカル）
13. 「すべての若き野郎ども」 All the Young Dudes
クイーン+イアン・ハンター（ヴォーカル、ギター）+ミック・ロンソン（ギター）+デヴィッド・ボウイ（サックス・コーラス）+ジョー・エリオット（コーラス）+フィル・コリン
デヴィッド・ボウイが作ったモット・ザ・フープルの曲。ボウイがコーラスに加わるのはアルバム以来。
14. 「ヒーローズ」 "Heroes" +主の祈り
クイーン+デヴィッド・ボウイ（ヴォーカル）+ミック・ロンソン（ギター）
デヴィッド・ボウイの曲。
15. 「'39」
クイーン+ジョージ・マイケル（ヴォーカル）
16. 「輝ける日々」 These Are The Days Of Our Lives
クイーン+ジョージ・マイケル+リサ・スタンスフィールド（ヴォーカル）
17. 「愛にすべてを」 Somebody To Love
クイーン+ジョージ・マイケル（ヴォーカル）+ザ・ロンドン・コミュニティ・ゴスペル・クワイアー
18. 「ボヘミアン・ラプソディ」 Bohemian Rhapsody
クイーン+エルトン・ジョン+アクセル・ローズ（ヴォーカル）
19. 「ショウ・マスト・ゴー・オン」 The Show Must Go On
クイーン+エルトン・ジョン（ヴォーカル）+トニー・アイオミ
20. 「ウィ・ウィル・ロック・ユー」 We Will Rock You
クイーン+アクセル・ローズ（ヴォーカル）
21. 「伝説のチャンピオン」 We Are The Champions
クイーン+ライザ・ミネリ（ヴォーカル）+全キャスト
22. 「ゴッド・セイヴ・ザ・クイーン」

## エピソード
大物アーティストが多数出演したことや、クイーンでもライブでは演奏したことのない楽曲が多かったためか、事前に十分なリハーサルが行われたものの、生ならではの演奏ミスが少なからずあった。主な部分はジェームス・ヘットフィールドとの「ストーン・コールド・クレイジー」の中間部、ロバート・プラントとの「イニュエンドウ」の中間部、ズッケロとの「ラス・パラブラス・デ・アモール (愛の言葉)」のイントロなどで、映像作品として公式に商品として流通しているものでは、演奏はきれいに修正されている（先述のNHK-FMでの特別番組では、修正される前の演奏のままで放送されている）。
いくつかの大物アーティストの出演の際はその人物にちなんだ曲のさわりが各所で披露され、ロジャー・ダルトリー出演時には「ピンボールの魔術師」、トニー・アイオミ出演時には「ヘヴン&ヘル」、ロバート・プラント出演時には「カシミール」と「サンキュー」などの曲を聞くことができる。
収録時間の都合で、当初VHS2巻で発売されたこのコンサートのビデオでは、エクストリームの後半2曲やロバート・プラントとの「イニュエンドウ」などはカットされており、DVD版にも収録されていない。
フィナーレのライザ・ミネリによる「伝説のチャンピオン」で、関係者やアーティストたちがステージに集まった。中にはスコーピオンズのクラウス・マイネとルドルフ・シェンカー、ビリー・スクワイア、ステイタス・クォーのリック・パーフィット、ニール・マーレイの姿もあり、実際に出演者として演奏することはなかったものの、このコンサートの主旨に賛同し参加したと思われる。
「トゥー・マッチ・ラヴ・ウィル・キル・ユー」はのちにブライアン・メイのソロ・アルバム『バック・トゥ・ザ・ライト〜光にむかって〜』に収録され、のちにクイーンのアルバム『メイド・イン・ヘヴン』にマーキュリー歌唱のバージョンが収録されるが、公に初披露となったのはこのコンサートである。
ベースのジョン・ディーコンは「フレディ以外のボーカルでクイーンの曲を演奏したくない」という方針を採っていたため、このコンサートの出演にも否定的であったが、メイとテイラーの強い説得により出演が実現した経緯があった。

## 出演アーティストとクイーンをつなぐエピソード
- 出演者のうち、メタリカ、デフ・レパード、ロジャー・ダルトリーのザ・フー、ロバート・プラントのレッド・ツェッペリンなどは、クイーンと同様にメンバーを亡くした経験を持っている。
- メタリカは、この出演以前に「ストーン・コールド・クレイジー（『シアー・ハート・アタック』に収録）」をカバーしている。
- ガンズ・アンド・ローゼズのアクセル・ローズはクイーンを尊敬しており、交友もあった。「俺が死んだら、クイーンのセカンド・アルバムを棺桶に入れてくれ」とまで語っている。また、自身のブダペスト公演ではクイーンがブダペスト公演で演奏したハンガリー民謡の「春の風」を歌った。
- 初期のクイーンは、モット・ザ・フープルの前座としてツアーをしたことがある。
- デヴィッド・ボウイとは、1981年に「アンダー・プレッシャー」を共作・レコーディングしている（『ホット・スペース』に収録）。
- メイは、トニー・アイオミ率いるブラック・サバスの作品『ヘッドレス・クロス』にゲスト参加していた。また、当時サバスのメンバーだったコージー・パウエルと共にバンド活動も行った。
- ライザ・ミネリは、マーキュリーが自筆のバイオグラフィーにおいて好きなアーティストとして名前を挙げていた。
- ロバート・プラントは、マーキュリーが最も尊敬していたシンガーの一人である。追悼コンサートで歌った「イニュエンドウ」では大きく音を外してしまい、DVDではカットされてしまったため、後のインタビューでプラントは「あの曲はフレディじゃないと歌えないね」と語った。